# Edificio CHACOFI II
El Edificio CHACOFI II es una torre de oficinas y viviendas que se encuentra en la Avenida del Libertador, junto al viaducto de la Autopista Illia, en el barrio de Retiro, en Buenos Aires.
Fue proyectado por el estudio de los arquitectos Raúl Lier y Alberto Tonconogy hacia 1980, pero su construcción se extendió prácticamente durante 10 años. Se trata de una gran torre destinada a oficinas de alquiler, distribuidas en plantas libres de 500 m², tres subsuelos de cocheras, y una sobria fachada de granito y vidrio polarizado; y un edificio anexo de viviendas con fachada revestida en ladrillo, de menor altura y pegado a la medianera norte.
Forma parte de un paisaje urbano que posee un distintivo skyline, ya que conforma un corredor con otras torres en Av. del Libertador, que llegan hasta la calle Esmeralda. Entre ellas, la Torre Prourban, más conocida como el Rulero.
Uno de los ocupantes más importantes de este edificio es PDVSA, que tiene su filial argentina con oficinas en el CHACOFI II.
Otra compañía que tiene su sede en este edificio es SAS Institute Argentina SA, filial de la compañía estadounidense SAS Institute dedicada al software de análisis estadístico de datos y aplicaciones de negocio relacionadas.